# Sphaerotylus antarcticus
Sphaerotylus antarcticus är en svampdjursart som beskrevs av James Barrie Kirkpatrick 1908. Sphaerotylus antarcticus ingår i släktet Sphaerotylus och familjen Polymastiidae. Utöver nominatformen finns också underarten S. a. drygalskii.